# Leluthia transcaucasica
Leluthia transcaucasica är en stekelart som först beskrevs av Vladimir Ivanovich Tobias 1976.  Leluthia transcaucasica ingår i släktet Leluthia och familjen bracksteklar. Inga underarter finns listade i Catalogue of Life.